# سيلبيرتال
سيلبيرتال (بالألمانية: Silbertal) هي بلدية في منطقة بلودنز في ولاية فورارلبرغ النمساوية.